# غومايل دي ميركادو
بلدية غومايل دي ميركادو (بالإسبانية: Gumiel de Mercado)‏, هي إحدى بلديات مقاطعة برغش, التي تقع في منطقة قشتالة وليون, والتي تقع في شمال غرب إسبانيا.
يبلغ عدد سكانها 358 نسمة وفقاً لإحصائية سنة (2002).